# Stara Kamienica
Stara Kamienica (Duits: Alt Kemnitz) is een dorp in het Poolse woiwodschap Neder-Silezië, in het district Jeleniogórski. De plaats maakt deel uit van de gemeente Stara Kamienica en telt 1200 inwoners.